# Pupillometrie
Mit Pupillometrie werden die diagnostischen Messverfahren der jeweiligen Pupillengrößen und Lichtreaktionen, sowie Vergleichsmessungen zwischen dem rechten und linken Auge bezeichnet. Es handelt sich um verschiedene Methoden, die in der Untersuchung von Patienten mit breiten Variationen an neurologischen Erkrankungen und Störungen genutzt werden, teils unter pharmakodynamischen Bedingungen. Ein weiteres Anwendungsfeld ist die Psychologie. Andere Beispiele für die Anwendung finden sich in der Erforschung der Aufmerksamkeit, des Arbeitsgedächtnisses, psychophysischer Phänomene und der experimentellen Ästhetik.